# Syllis glandulata
Syllis glandulata är en ringmaskart som beskrevs av Penido J.C. Nogueira och San Martin 2002. Syllis glandulata ingår i släktet Syllis och familjen Syllidae. Inga underarter finns listade i Catalogue of Life.